# 嵐とドクター
『嵐とドクター』（あらしとドクター）は、椎名橙による日本の漫画作品。『花とゆめ』（白泉社）にて2回の読み切りを発表後、2011年4号から6号まで集中連載した。集中連載終了後、1回の「特別編」が発表されている。単行本は2011年6月現在、花とゆめコミックス（同）より全1巻が刊行されている。

## あらすじ
諸事情により家出をしている白崎嵐は、怪我をして倒れていたところを黒髪右一郎に拾われる。だが「獣医界のブラック・ジャック」の異名を持つ彼は、治せない動物はいないというほどの腕を持つが、動物嫌いな上に高額な医療費を請求する、性悪ドクターだった。嵐はそんな右一郎の手足として働くことになる。　 

## 登場人物
白崎嵐
主人公。現在、諸事情で家出中の少女。
運動神経抜群で、長い髪を短く切っているため、男の子と間違えられることもある。
黒髪右一郎
怪我をして倒れていた嵐を介抱した獣医。獣医としての腕はなかなかのものだが、動物嫌いで、高額な医療費を請求するなど、意地悪い性格。

## 単行本
| 巻数 | タイトル     | 表紙     | 収録作品     | 話数  | サブタイトル     | 花とゆめ掲載号     | 発売日        | ISBN                   |
| ---- | ------------ | -------- | ------------ | ----- | ---------------- | ------------------ | ------------- | ---------------------- |
| 1    | 嵐とドクター | 嵐＆黒髪 | 嵐とドクター | 第1話 | EXODUS           | 花とゆめ2010年18号 | 2011年6月20日 | ISBN 978-4-592-17418-9 |
| 1    | 嵐とドクター | 嵐＆黒髪 | 嵐とドクター | 第2話 | 私の最上級       | 花とゆめ2010年24号 | 2011年6月20日 | ISBN 978-4-592-17418-9 |
| 1    | 嵐とドクター | 嵐＆黒髪 | 嵐とドクター | 第3話 | ナイスデイ       | 花とゆめ2011年4号  | 2011年6月20日 | ISBN 978-4-592-17418-9 |
| 1    | 嵐とドクター | 嵐＆黒髪 | 嵐とドクター | 第4話 | 美沙子と淳之介   | 花とゆめ2011年5号  | 2011年6月20日 | ISBN 978-4-592-17418-9 |
| 1    | 嵐とドクター | 嵐＆黒髪 | 嵐とドクター | 第5話 | 楽しいも嬉しいも | 花とゆめ2011年6号  | 2011年6月20日 | ISBN 978-4-592-17418-9 |